# Veu
|  | Aquest article tracta sobre el so humà. Vegeu-ne altres significats a «Veu (desambiguació)». |

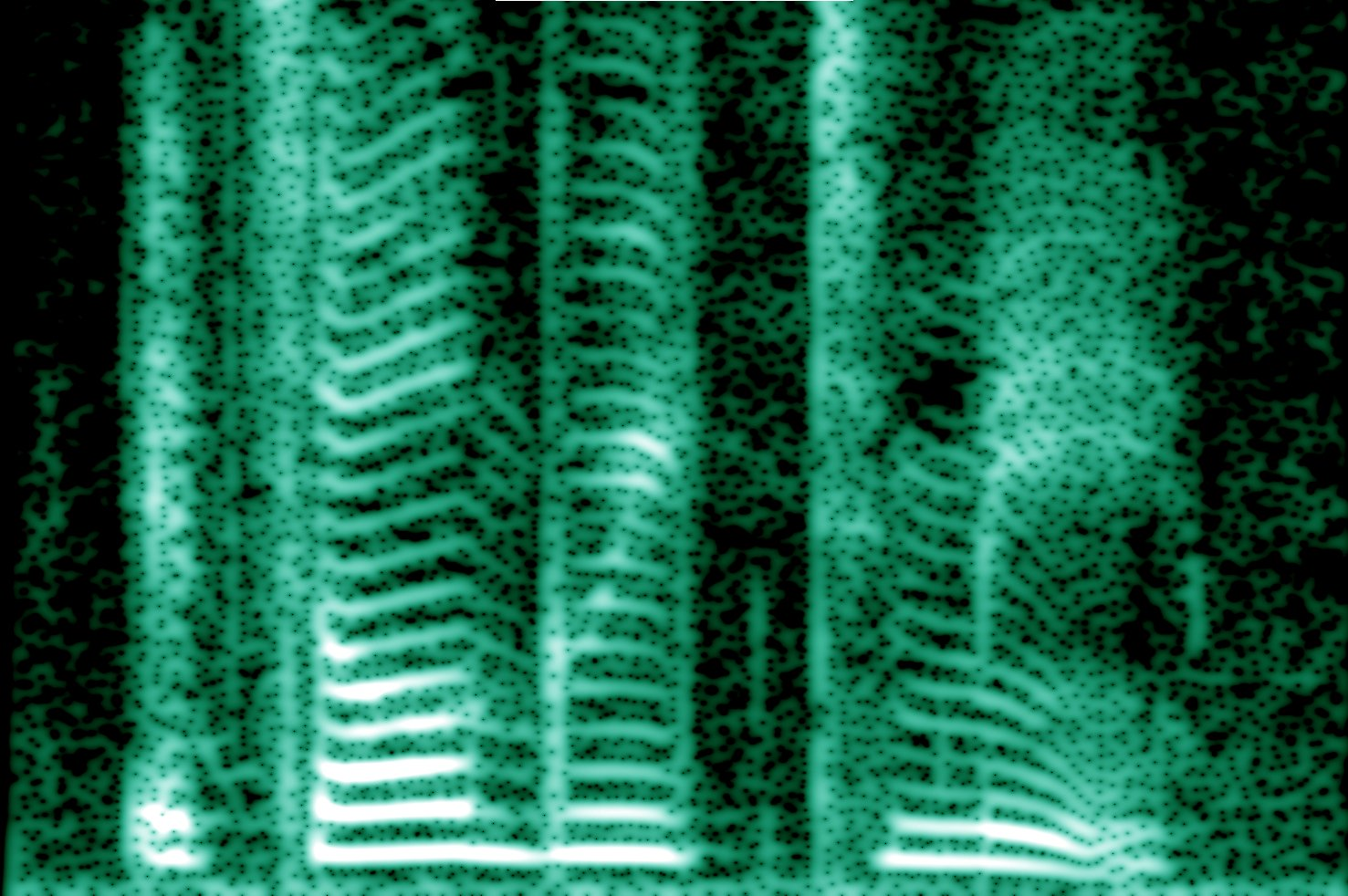
L'espectrograma de la veu humana revela que és rica en contingut harmònic.

La veu és el so emès per l'ésser humà quan parla, crida, canta, etc. Per extensió és el so emès pels animals. La paraula, etimològicament, ve del llatí vox.
La veu és una capacitat de l'ésser humà que implica a tot el seu cos, en la seva totalitat física i psíquica. Es pot reconèixer una persona per la seva veu, i aquesta determina el seu estat anímic. La veu està íntimament lligada a la personalitat de cada individu, atès que és l'emanació de la seva afectivitat i de la seva sensibilitat, així com el reflex de la seva individualitat tant fisiològica com psicològica.
La veu està relacionada amb l'expressió de l'essència humana més profunda. A través de la veu es poden expressar més directament els pensaments. També és un canal d'alliberament de les emocions, dels sentiments, l'alegria, el riure, la tristesa, el plor, el dolor, etc. És un canal d'exteriorització de la tensió acumulada com a conseqüència d'un gran impacte físic o psíquic, positiu o negatiu: el crit, que és una manifestació instintiva que implica tot el cos.
Utilitza el llenguatge de manera més coherent, per dir allò que s'ha escoltat i s'ha memoritzat. És una fabricació física. Es pot escoltar, pel so que té o pel significat del qual diu. Només existeix si té un aparell fonedor format per diferents òrgans, el cos que fabrica aquest aire, fabrica un moviment per poder sonoritzar el que vol, tot aquest acompanyament és silenciós, moviment de les mans, gestos per subratllar o acompanyar, demanar, indicar, tallar, etc. És la més exterior de totes, la que surt més tard.
L'anatomia de l'aparell fonador de l'ésser humà fa possible la producció d'una enorme gamma de sons regulats des del cervell, cosa impossible en els altres mamífers i altres vertebrats terrestres. Així, en el cas dels simis fa que els sigui impossible reproduir els sons necessaris per a realitzar una conversa similar a la de l'ésser humà.
Aquest peculiar i ràpid encadenament de sons i entonacions que fa possible la veu humana i que s'organitza en el que anomenem llenguatge verbal és un dels fonaments de la vida humana. És difícil imaginar qualsevol cultura humana sense aquest tipus de llenguatge.

## Paraules relacionades
La influència de la veu dins de la cultura humana queda reflectida en la gran quantitat de paraules que se'n deriven: vocal, vocabulari, vot, vocalisme, vocalitzar, vociferar, boçar, invocar, vocació, advocat, avocar, convocar, convocatòria, evocar, provocar, revocar, irrevocable, unívoc, etc.
També hi ha frases on apareix amb un significat diferent en funció del context en el qual s'utilitza: portar la veu cantant, la veu portant, portaveu, una nova veu en el diccionari, de viva veu, la veu de la consciència, la veu de la trompeta, el verb està en veu passiva, aixecar la veu, rotàveu, tots a una veu, córrer la veu, ni veu ni vot, etc.
Els registres de la veu, depenen de la conformació de l'individu, la veu varia en extensió, en caràcter, força i timbre. En les diferents classificacions que es poden trobar hi ha divergències considerables respecte a les tessitures (extensió d'una veu des de la nota més greu a la més aguda que pot emetre). La tessitura varia bàsicament si es parla de veus de professionals del cant, veus educades o veus sense treballar.
La veu té diferents registres. Es poden trobar dos tipus de veu: la masculina i les anomenades veus blanques (la femenina i la dels infants).
Dintre de les veus femenines trobem: soprano, mezzosoprano i contralt. Dintre de les veus masculines trobem: contratenor, tenor, baríton i baix. Dintre de les veus blanques trobem: greus i agudes.

## Producció de la veu
La veu es produeix pel corrent d'aire procedent de la inspiració pulmonar que passa per la laringe. Un cop l'aire arriba a la laringe, es posen en funcionament les cordes vocals. El so produït per les cordes vocals és molt dèbil, per això s'amplifica en els ressonadors nasal, bucal i de la faringe que augmenten o disminueixen la freqüència de determinats sons.
El funcionament dels músculs respiratoris, especialment del diafragma, canvia la pronunciació de diferents sons.
Els òrgans essencials que participen en la producció de la veu són: pulmons, laringe i faringe.
Pulmonslloc on s'emmagatzema l'aire que posteriorment és expulsat cap a l'exterior. Els pulmons realitzen dues funcions. Donen cabuda a l'aire gràcies a la seva mida i a la seva capacitat d'eixamplar-se. Sota els pulmons hi ha un múscul anomenat diafragma. Quan l'aire arriba als pulmons, aquest múscul baixa i deixa espai per afavorir-ne l'eixamplament; i impulsen l'aire cap a l'exterior gràcies al diafragma, que torna a la seva posició i empeny els pulmons cap amunt, afavorint l'expulsió de l'aire. El diafragma és important a l'hora de la respiració, la respiració més adequada per a l'emissió de la veu és la respiració diafragmàtica que afavoreix el moviment del diafragma quan s'inspira i s'expira
LaringeL'òrgan principal de la producció de la veu, forma part de l'aparell respiratori, i comunica la faringe amb la tràquea. Les dimensions d'aquest òrgan varien segons l'edat, sexe i constitució de cada individu. La laringe està formada per nou cartílags (cricoide, tiroide, aritenoide, corniculats, cuneïformes i epiglotis) que són moguts per diferents músculs. Les cares laterals de la laringe estan parcialment cobertes pel tiroide, que és el cartílag que en empassar, parlar o cantar es desplaça amunt. Rere aquest cartílag es troben les cordes vocals. Aquestes són quatre replegaments: dos de superiors (cordes falses o ventriculars) i dos d'inferiors que són les verdaderes cordes vocals. Les dues últimes, en aproximar-se vibrant originen un “so sonor”, i si no vibren produeixen un “so sord”.
FaringeÉs una cavitat en forma de tub que forma part del tub digestiu i de l'aparell respiratori, que s'estén des de la part posterior de les fosses nasals fins al començ de l'esòfag i de la laringe. La faringe està situada a la part posterior de la boca i és comuna a les vies digestives i respiratòries. Al sostre de la faringe ens trobem amb unes estructures glandulars limfàtiques, les amígdales amb funció defensiva front a les infeccions bacterianes. Durant la deglució, el pas de l'aire a la laringe resta tancat momentàniament per d'epiglotis, estructura cartilaginosa elàstica de la laringe. Això evitarà l'entrada de substàncies sòlides o líquides a les vies respiratòries.
Cavitat nasalLa cavitat nasal són les dos cavitats situades sota del crani. Per a que la cavitat nasal actuï coma cavitat de ressonància cal que el vel del paladar estigui relaxat i l'aire surti per aquesta regió. En el cant, per produir els sons nassals cap passar l’aire expirat per la part més alta de les fosses nassals.

## Els formants de les vocals
Un formant és una ressonància que determina una concentració d’energia com a característica d'emissions vocals. A cada vocal se li atribueix un grup de freqüències de ressonància o formants. Pot tenir 2, 3, 4 o més freqüències de ressonància però les dos primeres, que seran les més greus, són les que determinen majoritàriament la vocal. En aquest procés de ressonància, no afecta l'altura del so de la vocal.
El primer formant, està determinat per l'obertura de la mandíbula, i acostumarà a estar entre les 250Hz i els 800Hz. El segon formant, estarà determinat per la posició de la llengua i oscil·larà entre les freqüències 700Hz i 2300Hz. El 3r formant, està determinat per la punta de la llengua. Els formants superiors a aquests, estan determinats per la posició de la laringe i altres aspectes que no es poden canviar, com la llargada del conducte vocal i el volum de la cavitat nasal.

## Alteracions de la veu
Les cordes vocals, element principal en el procés de fonació, es poden trobar afectades per alguns factors que poden causar alteracions en la fonació. Les més freqüents són causades pel sobre esforç vocal.
Es poden trobar diferents tipus de lesions:
- Nòduls: Són petites formacions que es creen a banda i banda dels plecs vocals a causa del seu fregament. Són formacions dures que permeten la fuga d'aire en el moment de la projecció de so.

Aquests creen una pèrdua d'intensitat vocal, [veu] trencada, cansament respiratori...
Els nòduls desapareixen amb teràpia vocal, encara que alguns, prèviament han de ser intervinguts per un cirurgià per tal que elimini la causa de l'alteració.
- Pòlips: Són formacions toves, unilaterals, originades a la mateixa zona on ho fan els nòduls.

És més complexa d'eliminar que l'altre, ja que acostuma a ser tractada prèviament quirúrgicament abans de començar amb la teràpia que ens permetrà de recuperar la qualitat de so que teníem abans.
Els pòlips apareixen a causa de l'abús vocal, l'alcohol, el fum, o després d'un crit intens. Comparteix els símptomes amb els nòduls, la pèrdua d'intensitat i aire, veu trencada...
Altres alteracions menys habituals són: L'edema de Reinke, la disfonia hipercinètica, la disfonia hipocinètica, laringitis (inflamació de la laringe), faringitis (detectada pel dolor durant la deglució dels aliments)